# Record de vitesse terrestre sur deux roues motorisées
Le premier record de vitesse terrestre sur deux roues motorisées est signalé en 1870. Les premières officialisation par l'Automobile Club de France ont lieu en 1902. La Fédération Internationale de Motocyclisme reprend les homologations à partir de 1909.
Depuis 2010, le record est détenu par Rocky Robinson à 605,7 km/h sur Top Oil Ack Attack (en) à Bonneville Salt Flats, dans l'Utah, aux États-Unis.

## Records de 1870 à 1909
| Date             | Vitesse moyenne | Deux-roues                | Conducteur           | Lieu                | Validation | Moteur                                                     |
| ---------------- | --------------- | ------------------------- | -------------------- | ------------------- | ---------- | ---------------------------------------------------------- |
| Avril 1870       | 15,00 km/h      | Michaux-Perreaux          | Pierre Michaux       | Paris-Saint-Germain | −          | vélo à vapeur                                              |
| 10 novembre 1885 | 12,00 km/h      | Daimler                   | Paul Daimler         | Stuttgart           | −          |                                                            |
| 10 janvier 1894  | 40,00 km/h      | Hildebrand und Wolfmüller | Hans Geisenhof       | Münich              | −          |                                                            |
| 1er juin 1896    | 64,00 km/h      | Roper                     | Sylvester H. Roper   | Boston              | −          | vélo à vapeur                                              |
| 26 août 1902     | 62,00 km/h      | Pécourt                   | Miss Jolivet         | Deauville           | ACF        | bicyclette à moteur (premier record d'une femme motorisée) |
| 28 mars 1903     | 90,12 km/h      | Indian                    | Carl Oscar Hedstrom  | Ormond Beach        | ACF        | V2                                                         |
| 17 juin 1903     | 98,63 km/h      | Clément V4                | Léon Derny           | Ostende             | −          | V4                                                         |
| 1903             | 103 km/h        | Hercules-Curtiss V2       | Glenn Curtiss        | Yonkers             | −          | V2 de 1 000 cm3                                            |
| 21 octobre 1903  | 104,60 km/h     | Griffon V2                | Dominique Lamberjack | Dourdan             | ACF        | V2                                                         |
| 28 janvier 1904  | 108,30 km/h     | Hercules-Curtiss V2       | Glenn Curtiss        | Ormond Beach        | ACF        | V2                                                         |
| 3 octobre 1904   | 123,29 km/h     | Peugeot V2                | Vincenzo Lanfranchi  | Dourdan             | ACF        | V2                                                         |
| 16 juillet 1906  | 139,53 km/h     | Peugeot V2                | Giosuè Giuppone      | Ostende             | −          | V2                                                         |
| 24 janvier 1907  | 219,45 km/h     | Curtiss V8                | Glenn Curtiss        | Ormond Beach        | ACF        | V8                                                         |

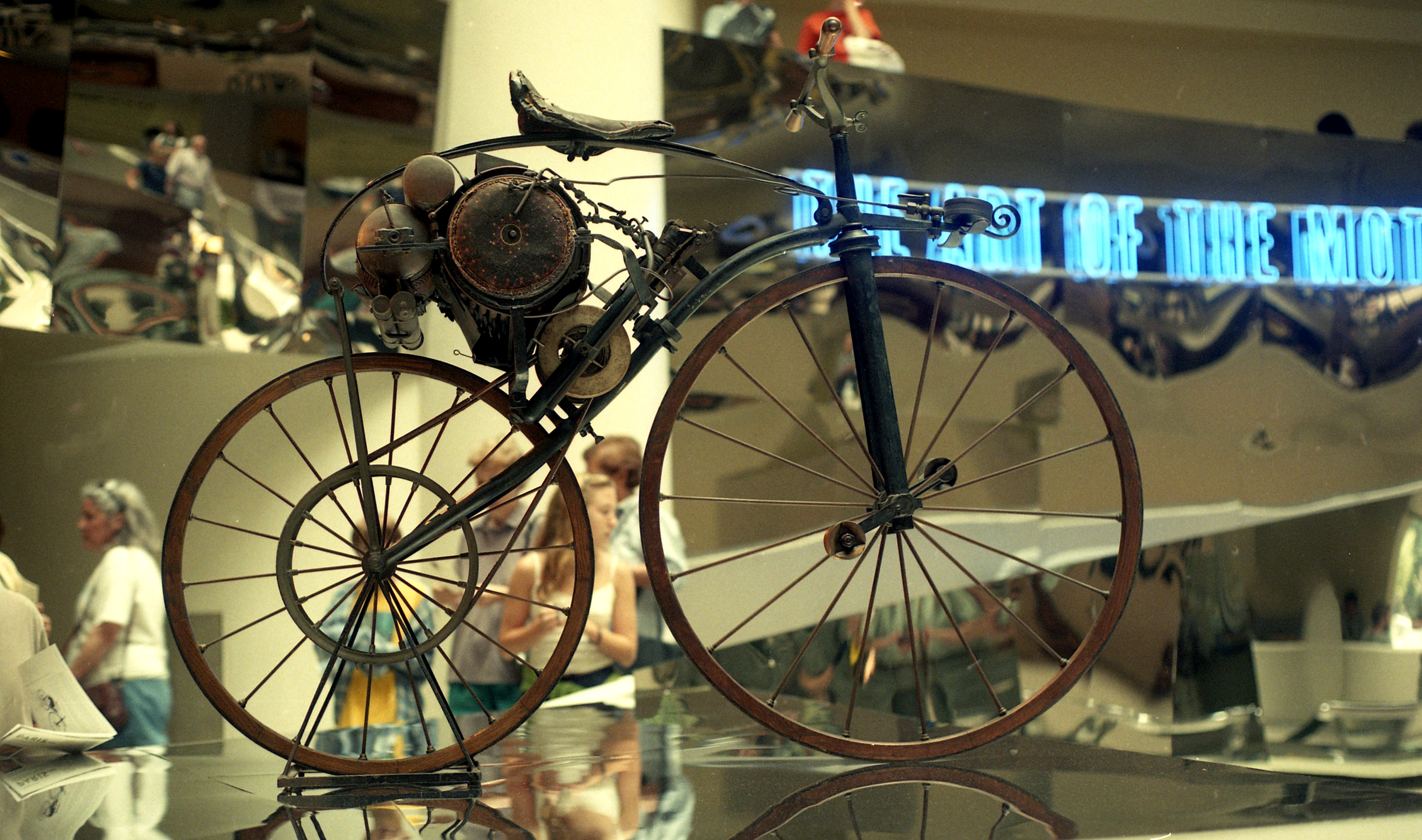
Le vélocipède à vapeur Michaux-Perreaux de 1869 (The Art of the Motorcycle, New York, 1999).
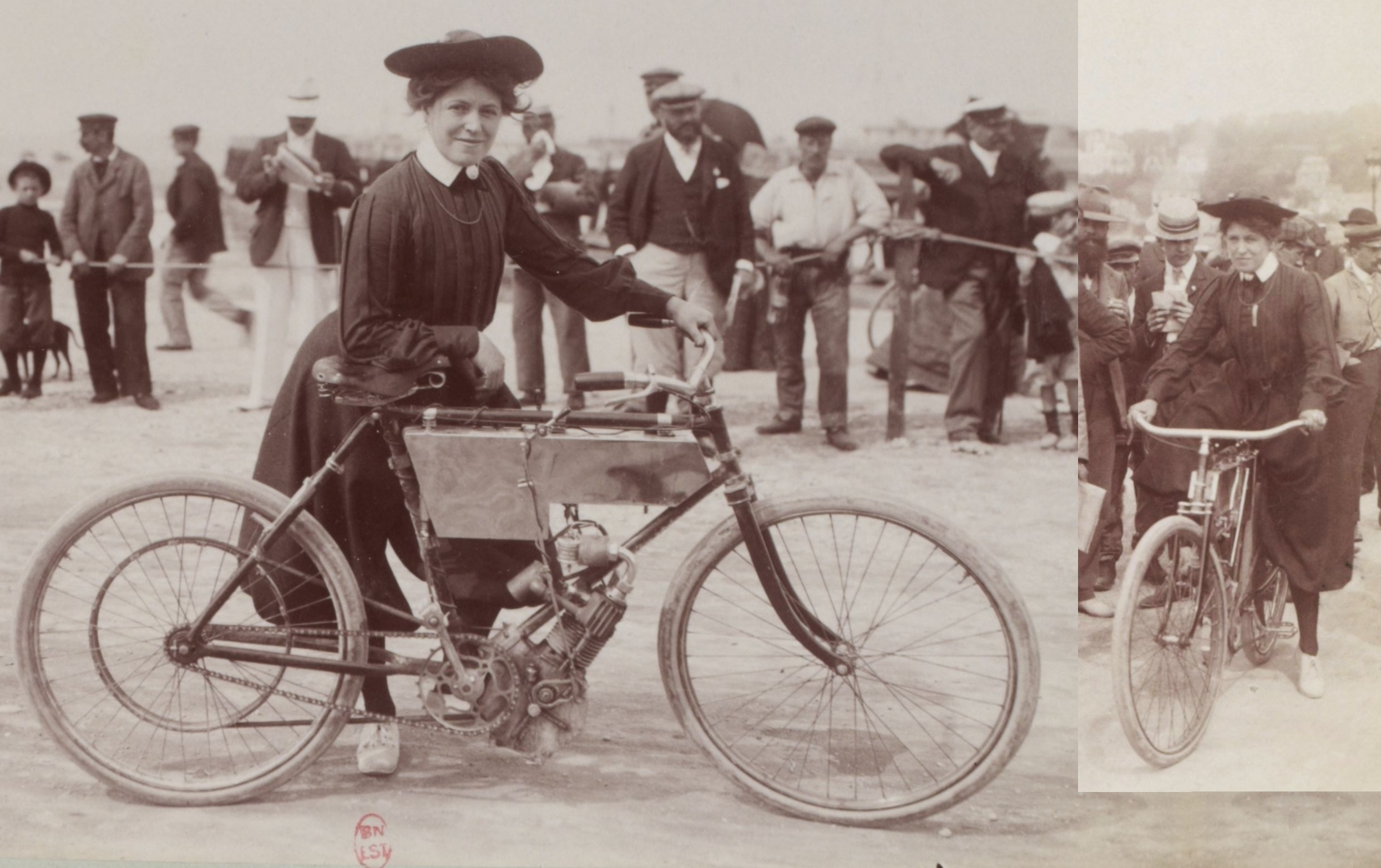
Miss Jolivet, première recordwoman de vitesse en sports mécaniques, au kilomètre de Deauville 1902 (le 26 août, sur Pécourt 1 ¹⁄₂ hp de 30 kg).
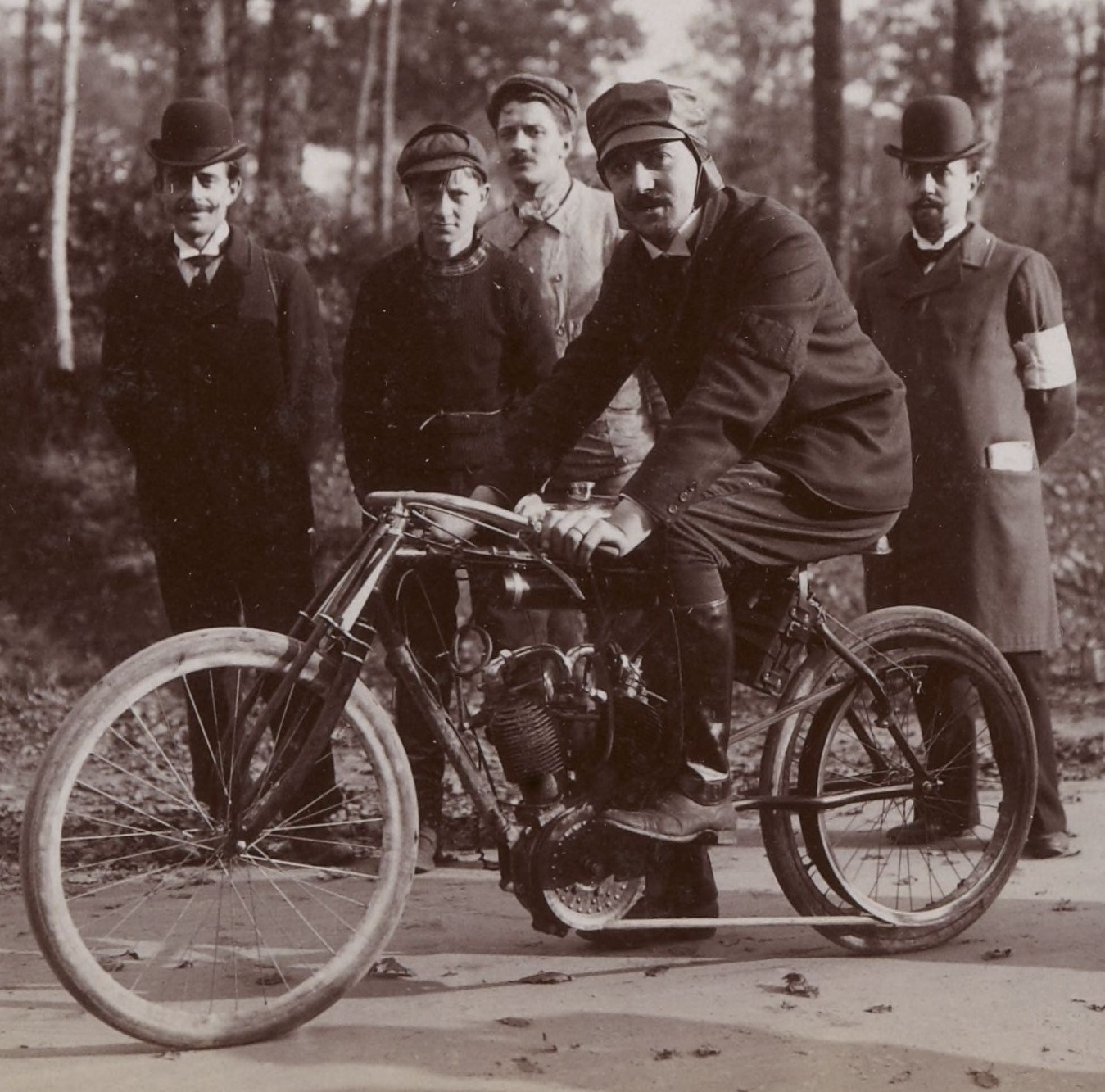
Dominique Lamberjack au kilomètre de Dourdan en octobre 1903 (pneus Wolber).
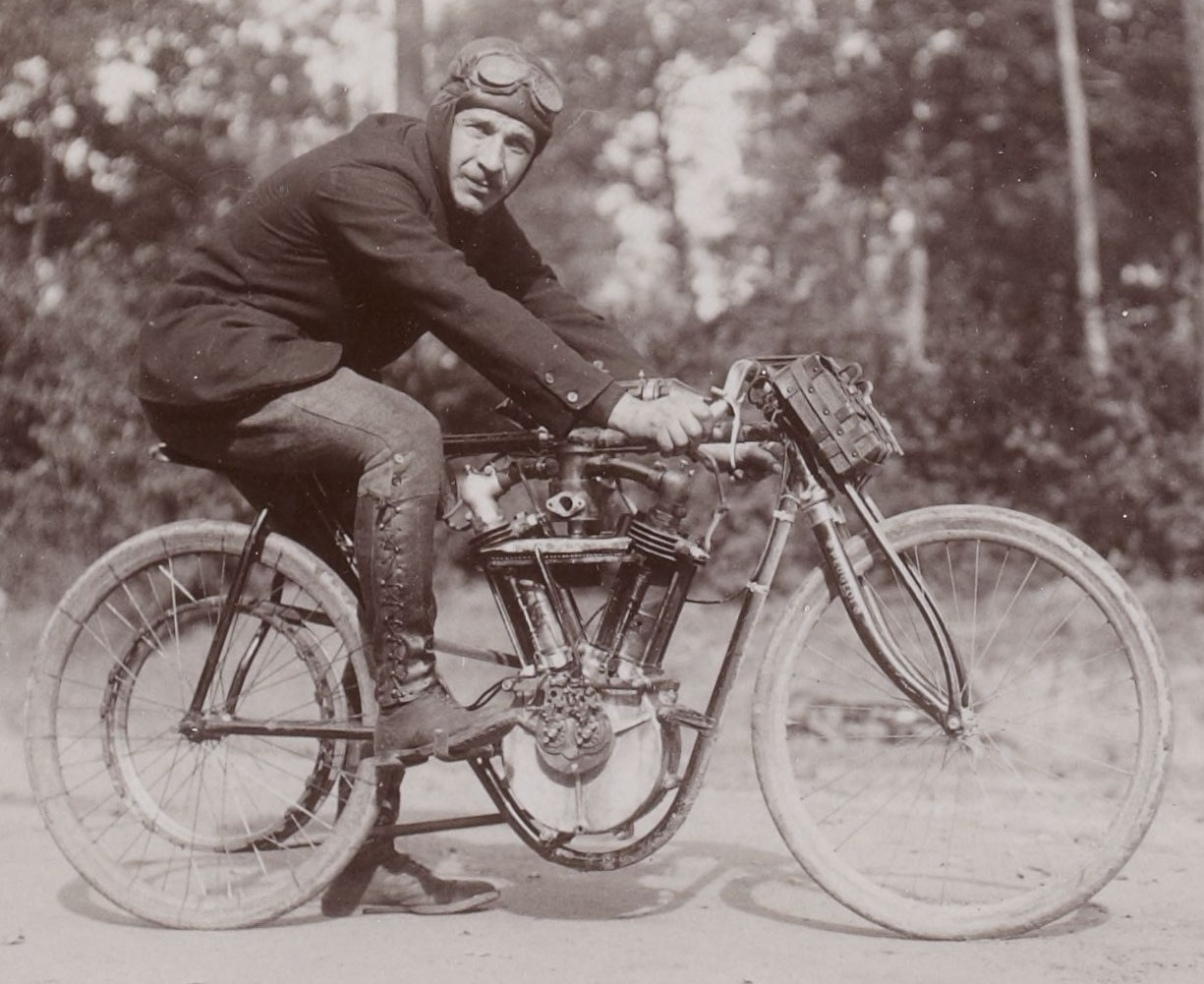
Vincenzo Lanfranchi au kilomètre de Dourdan en 1904.
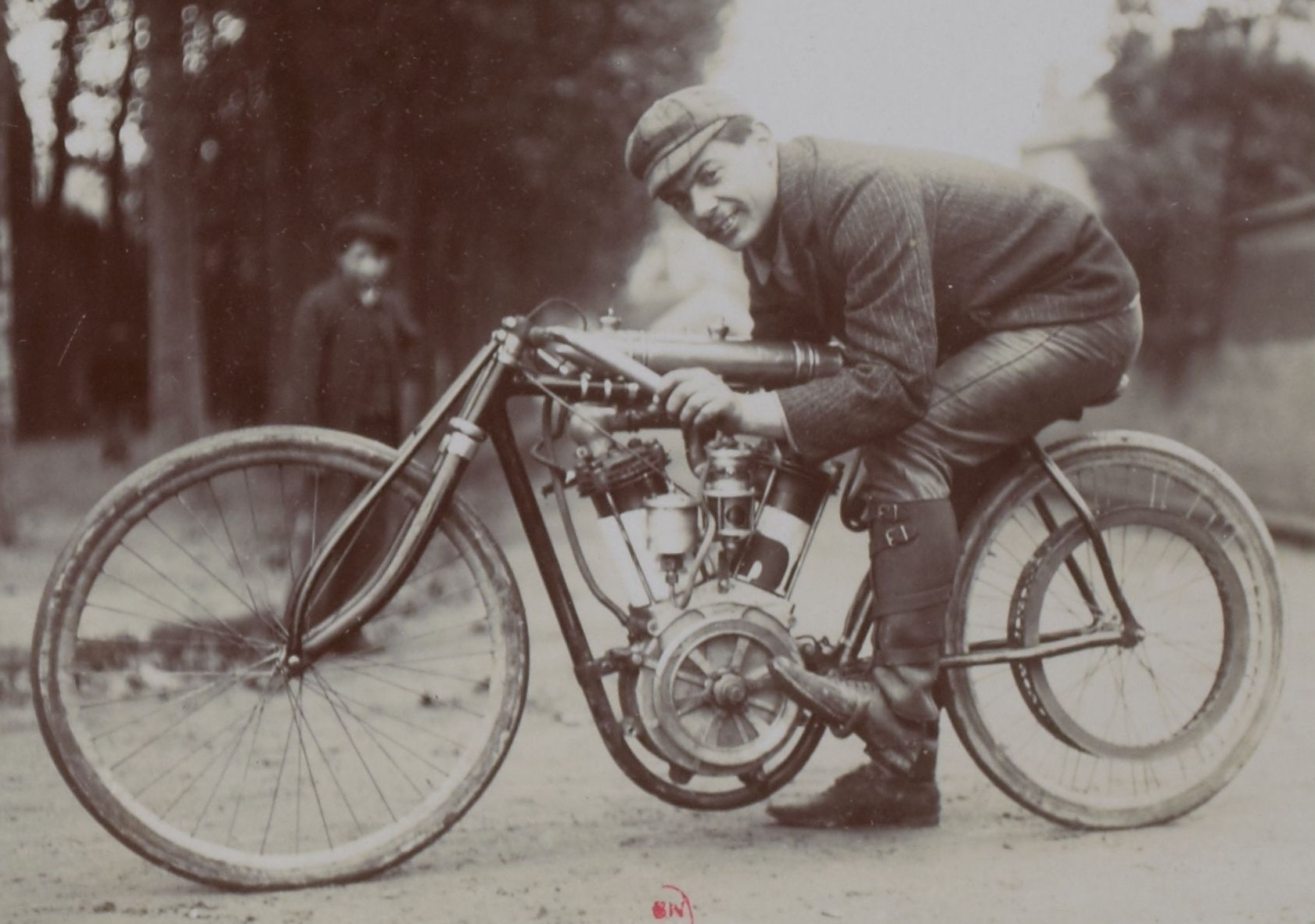
Giosuè Giuppone, au kilomètre de Dourdan en octobre 1906, sur Peugeot II V2 à pneus Le Lion (vainqueur en 28", à 128,571 km/h*, devant Henri Cissac).
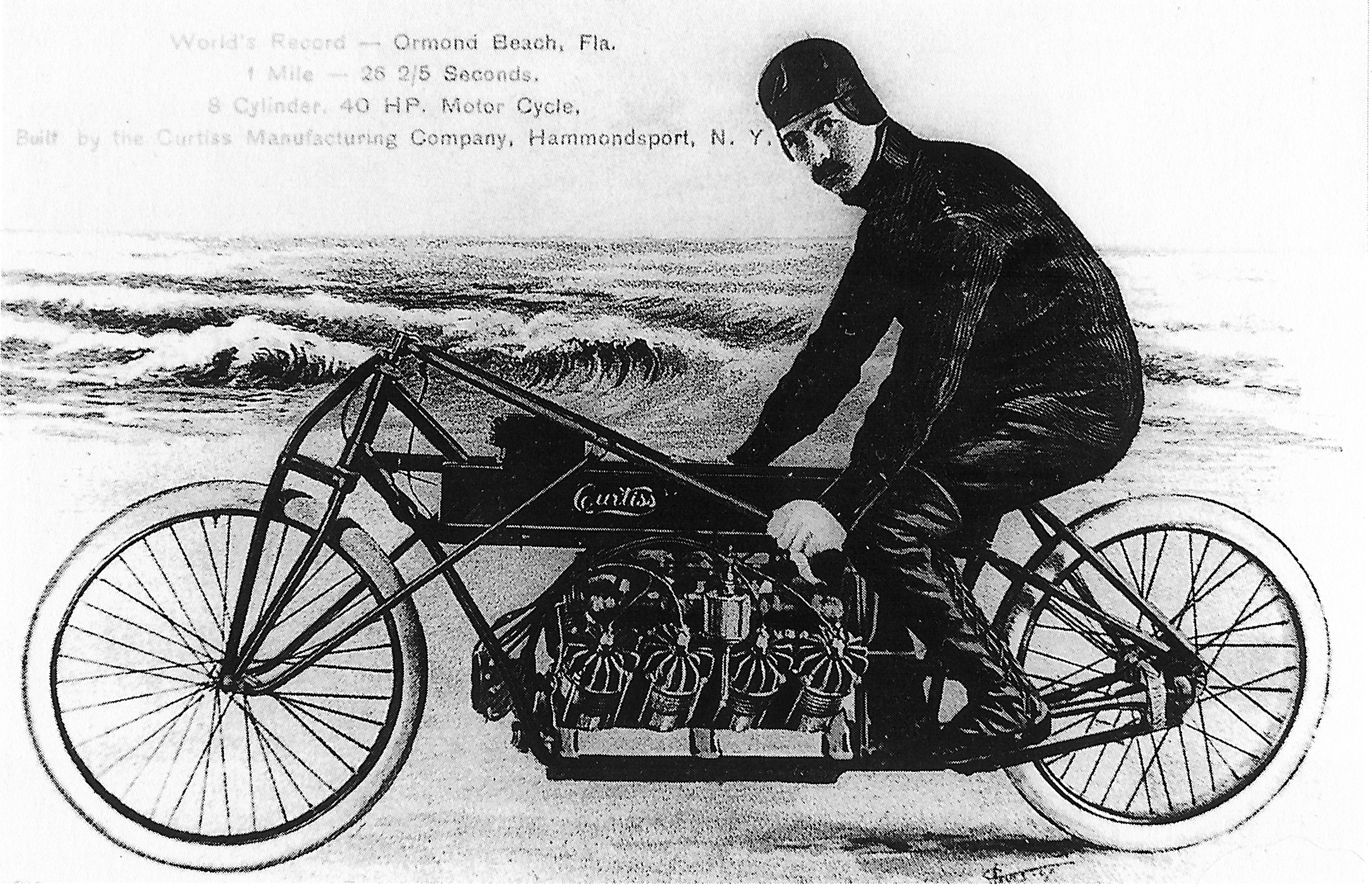
Glenn Curtiss en 1907 (moteur V8).

*La vitesse officieuse de 128 km/h avec l'engin Peugeot fut aussi atteinte par Oscar Hedstrom lors de la tentative annuelle d'Indian pour battre des records de vitesse sur les plages de Daytona, en 1909.

## Notes et références

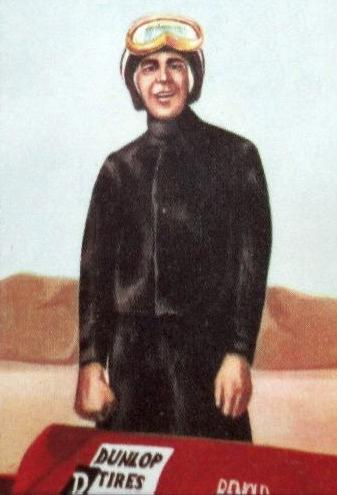
William A. Bill Johnson, recordman le 9 septembre 1962 sur Dudek Triumph Streamliner (Bonneville Salt Flats, durée 4 ans).

## Records depuis 1909
| Date              | Vitesse moyenne | Deux-roues                  | Conducteur              | Lieu                                          | Validation | Moteur                                                                      |
| ----------------- | --------------- | --------------------------- | ----------------------- | --------------------------------------------- | ---------- | --------------------------------------------------------------------------- |
| 16 juin 1909      | 122,16 km/h     | NLG                         | W. E. Cook              | Brooklands                                    | FIM        | 944 cm3 Peugeot V2                                                          |
| 20 juillet 1910   | 129,10 km/h     | Matchless                   | Charlie Collier         | Brooklands                                    | FIM        | J.A.P. V2                                                                   |
| 6 juillet 1911    | 143,02 km/h     | Indian                      | Jacob Jake De Rosier    | Brooklands                                    | FIM        | 994 cm3 V2                                                                  |
| 19 août 1911      | 147,04 km/h     | Matchless                   | Charlie Collier         | Brooklands                                    | FIM        | J.A.P. V2                                                                   |
| 2 mai 1914        | 150,40 km/h     | Matchless                   | Sidney George           | Brooklands                                    | FIM        | J.A.P. V2                                                                   |
| 1915              | 177,00 km/h     | Cyclone                     | ?                       | États-Unis                                    | officieux  | V2                                                                          |
| 14 avril 1920     | 167,670 km/h    | Indian                      | Ernest Walker           | Daytona                                       | FIM        | 998 cm3                                                                     |
| 7 septembre 1923  | 171,350 km/h    | Harley-Davidson             | Freddie Dixon           | Boulogne-Billancourt                          | FIM        | 988 cm3 V2 (à 8 ventilateurs)                                               |
| 6 novembre 1923   | 174,580 km/h    | British Anzani              | Claude Temple           | Brooklands                                    | FIM        | 996 cm3 V2 Anzani                                                           |
| 27 avril 1924     | 182,590 km/h    | Brough Superior SS100 (en)  | Bert le Vack (en)       | Arpajon                                       | FIM        | 996 cm3 V2 J.A.P.                                                           |
| 6 juillet 1924    | 191,590 km/h    | Brough Superior SS100       | Bert le Vack            | Arpajon                                       | FIM        | 996 cm3 V2 J.A.P.                                                           |
| 20 octobre 1924   | 204,547 km/h    | Henderson De Luxe           | Fred Ludlow             | San Bernardino                                | officieux  | Premier moteur à plus de 200 km/h                                           |
| 19 janvier 1926   | 212,435 km/h    | Indian                      | Johnny Seymour          | Daytona Beach                                 | officieux  | V2                                                                          |
| 5 septembre 1926  | 195,330 km/h    | J.A.P.-OEC                  | Claude Temple           | Arpajon                                       | FIM        | 996 cm3 V2 J.A.P.                                                           |
| 25 août 1928      | 200,560 km/h    | Zenith-J.A.P.               | Owen M. Baldwin         | Arpajon                                       | FIM        | 996 cm3 V2 J.A.P.                                                           |
| septembre 1928    | 210,180 km/h    | Brough Superior SS100       | George Brough           | Arpajon                                       | officieux  | 996 cm3 V2 J.A.P.                                                           |
| 25 août 1929      | 207,330 km/h    | Brough Superior SS100       | Bert le Vack            | Arpajon                                       | FIM        | 996 cm3 V2 J.A.P.                                                           |
| 19 septembre 1929 | 216,750 km/h    | BMW WR 750                  | Ernst Jakob Henne       | Munich                                        | FIM        | 735 cm3 BMW Boxer avec compresseur                                          |
| 31 août 1930      | 220,990 km/h    | OEC-Temple                  | Joseph S. Wright        | Arpajon                                       | FIM        | 998 cm3 J.A.P. V2 avec compresseur                                          |
| 20 septembre 1930 | 221,540 km/h    | BMW WR 750                  | Ernst Jakob Henne       | Münich                                        | FIM        | 735 cm3 BMW Boxer avec compresseur                                          |
| 6 novembre 1930   | 242,590 km/h    | Zenith-J.A.P.               | Joseph S. Wright        | Cork                                          | FIM        | 998 cm3 J.A.P. V2 avec compresseur                                          |
| 3 novembre 1932   | 244,400 km/h    | BMW WR 750                  | Ernst Jakob Henne       | Tát                                           | FIM        | 735 cm3 BMW Boxer avec compresseur                                          |
| 28 octobre 1934   | 246,069 km/h    | BMW WR 750                  | Ernst Jakob Henne       | Gyón                                          | FIM        | 735 cm3 BMW Boxer avec compresseur                                          |
| 27 septembre 1935 | 254,046 km/h    | BMW WR 750                  | Ernst Jakob Henne       | Francfort-sur-le-Main-Darmstadt (autoroute 5) | FIM        | 735 cm3 BMW Boxer avec compresseur                                          |
| 12 octobre 1936   | 272,006 km/h    | BMW 500 Kompressor          | Ernst Jakob Henne       | Francfort-sur-le-Main-Darmstadt (autoroute 5) | FIM        | 493 cm3 BMW Boxer avec arbre vertical et compresseur                        |
| 19 avril 1937     | 273,244 km/h    | Brough Superior SS100       | Eric Fernihough (en)    | Gyón                                          | FIM        | machine carénée, avec 996 cm3 V2 J.A.P. et compresseur                      |
| 21 octobre 1937   | 274,181 km/h    | Gilera Rondine 500 4C (it)  | Piero Taruffi           | Brescia                                       | officieux  | 492 cm3 Gilera 4-cylindres avec compresseur, entièrement close              |
| 28 novembre 1937  | 279,503 km/h    | BMW 500 Kompressor          | Ernst Jakob Henne (7)   | Francfort-sur-le-Main-Darmstadt (autoroute 5) | FIM        | 493 cm3 BMW Boxer avec arbre vertical et compresseur (record durant 13 ans) |
| 12 avril 1951     | 290,322 km/h    | NSU Delphin I               | Wilhelm Herz (en)       | Ingolstadt                                    | FIM        | 500 cm3 NSU de 110 ch avec compresseur                                      |
| 2 juillet 1955    | 297,640 km/h    | Vincent Black Lightning     | Russel Wright           | Swannanoa (NZL)                               | FIM        | 998 cm3, moto entièrement close                                             |
| 4 août 1956       | 338,092 km/h    | NSU Delphin III             | Wilhelm Herz            | Bonneville Salt Flats                         | FIM        | 500 cm3 NSU avec compresseur                                                |
| 6 septembre 1956  | 345,043 km/h    | Triumph Streamliner         | Johnny Allen            | Bonneville Salt Flats                         | officieux  | 650 cm3 sans compresseur (Triumph)                                          |
| 9 septembre 1962  | 361,410 km/h    | Dudek Triumph Streamliner   | William A. Bill Johnson | Bonneville Salt Flats                         | FIM        | 667 cm3, moteur Triumph Bonneville                                          |
| 25 août 1966      | 395,280 km/h    | Gyronaut X-1                | Robert Leppan           | Bonneville Salt Flats                         | FIM        | deux moteurs Triumph accouplés                                              |
| 17 septembre 1970 | 405,250 km/h    | Big Red-Yamaha              | Don Vesco (en)          | Bonneville Salt Flats                         | FIM        | deux moteurs Yamaha de 350 cm3 accouplés                                    |
| 16 octobre 1970   | 427,180 km/h    | Harley-Davidson Streamliner | Cal Rayborn (en)        | Bonneville Salt Flats                         | FIM        | Harley-Davidson de 1 480 cm3                                                |
| 28 septembre 1975 | 487,515 km/h    | Silver Bird                 | Don Vesco               | Bonneville Salt Flats                         | FIM        | deux moteurs Yamaha de 700 cm3 accouplés                                    |
| 25 août 1978      | 505,905 km/h    | Lightning Bolt              | Don Vesco               | Bonneville Salt Flats                         | FIM        | deux moteurs Kawasaki de 1 000 cm3 accouplés                                |
| 28 août 1978      | 512,733 km/h    | Lightning Bolt              | Don Vesco               | Bonneville Salt Flats                         | FIM        | deux moteurs Kawasaki de 1 000 cm3 accouplés (record durant près de 12 ans) |
| 19 juillet 1990   | 518,327 km/h    | Harley-Davidson             | Dave Campos             | Bonneville Salt Flats                         | FIM        | deux moteurs Harley-Davidson accouplés                                      |
| 3 septembre 2006  | 552,209 km/h    | Top Oil Ack Attack (en)     | Rocky Robinson          | Bonneville Salt Flats                         | FIM        | deux moteurs Suzuki accouplés, 2 600 cm3 au total                           |
| 5 septembre 2006  | 564,693 km/h    | BUB Lucky Seven             | Chris Carr              | Bonneville Salt Flats                         | FIM        | V4 de 3 000 cm3                                                             |
| 26 septembre 2008 | 580,833 km/h    | Top Oil Ack Attack          | Rocky Robinson          | Bonneville Salt Flats                         | FIM        | deux moteurs Suzuki accouplés, 2 600 cm3 au total                           |
| 24 septembre 2009 | 591,528 km/h    | BUB Lucky Seven             | Chris Carr              | Bonneville Salt Flats                         | FIM        | V4 de 3 000 cm3 et 500 ch                                                   |
| 25 septembre 2010 | 605,698 km/h    | Top Oil Ack Attack          | Rocky Robinson          | Bonneville Salt Flats                         | FIM        | deux moteurs Suzuki accouplés, 2 600 cm3 au total                           |